# 34179 Bryanchun
34179 Bryanchun è un asteroide della fascia principale. Scoperto nel 2000, presenta un'orbita caratterizzata da un semiasse maggiore pari a 3,0146673 au e da un'eccentricità di 0,1426849, inclinata di 2,35067° rispetto all'eclittica.